# 국가 지구
국가 지구(스페인어 발음: [disˈtɾito nasjoˈnal]; D.N.)는 도미니카 공화국의 수도인 산토도밍고를 관할하는 행정 구역으로 면적은 104.44km2, 인구는 1,402,749명(2014년 기준)이다.
2001년 10월 16일 산토도밍고주가 국가 지구에서 분리되어 신설되었다. 1개 지방 자치체를 관할한다.